# David Shahar
David Shahar (n. 17 iunie 1926, Ierusalim, Palestina sub mandat britanic – d. 2 aprilie 1997, Le Chesnay, Île-de-France, Franța) a fost un scriitor israelian, prozator ebraic. Autor a cinci romane, al unui roman - saga în  opt volume, a fost laureat al Premiului Médicis pentru literatură străină din Franța în anul 1981.

## Biografie
S-a născut la Ierusalim la 17 iunie 1926 , a cincea generație dintr-o familie de  evrei religioși din Ierusalim. 
Familia din partea mamei venise la Ierusalim din Imperiul Rus, iar cea din partea tatălui - din Ungaria, și avea, după povestirile care circulau în casă, și rădăcini din rândurile unor evrei sefarzi, alungați în secolul al XV-lea din Peninsula iberică. Scriitorul și-a petrecut copilăria în mare parte în casa bunicii din cartierul „ultraortodox” Mea Shearim. După studii iudaice tradiționale , și apoi secundare  la liceul laic Beit Hakerem din orașul natal, a studiat literatura ebraică și psihologia la Universitatea Ebraică. A participat la Războiul de independență al Israelului ca militar combatant, apoi a servit ca ofițer pedagog.
Ca multora din scriitorii contemporani cu el, nu i-a fost ușor să se întrețină din munca literară și a trebuit să lucreze vreme îndelungată ca profesor (de engleză și  Biblie la niște școli tehnice, mai târziu la seminarul pedagogic Givat Hashlosha), ca traducător și redactor de editură. 
A trăit cea mai mare parte a timpului la Ierusalim, iar  uneori la Paris, unde a decedat în spital la 2 aprilie 1997. A fost înhumat în Cimitirul evreiesc de pe Muntele Măslinilor la Ierusalim. La ceremonia funerară a rostit un cuvânt de rămas bun chimistul și poetul Avner Trainin.
A fost căsătorit din  anul 1956 cu profesoara universitară, istoricul Shulamit Shahar (n. 1928 ). Fiul său, Meir Shahar, și el profesor universitar, este specialist în cultura chineză. Fiica sa, Dina, este designer.

## Activitatea literară
Primele sale povestiri au drept scenă, ca o mare parte a  romanelor  pe care le va scrie, Ierusalimul copilăriei sale, sub stăpânirea mandatară britanică.
Prima sa culegere de povestiri , „Despre vise” confruntă eroii, și copilăria lor minunată în Ierusalimul de altădată cu realitatea recentă dezamăgitoare și cu asprimea vieții cotidiene.
David Shahar a scris peste șaizeci de creații literare, traduceri, lucrări de critică literară,între creațiile originale numărându-se  romane , nuvele , biografii, o carte de succes pentru copii - „Aventurile lui Riki Maoz”. 
Opera sa de căpătâi este romanul în opt volume "Palatul vaselor sparte", numit de autor și "Lurian" după numele eroului său principal, Gavriel Luria. Inspirat de legendele magice ale Cabalei, dar în acelaș timp realist, scris într-o manieră comparată de unii cu cea a lui Proust, dar și cu cea a lui Lawrence Durrell, autorul romanului „Alexandria”, zugrăvind personaje pitorești , intrigi sinuoase și destine întretăiate, care au drept cadru lumea cosmopolită a Ierusalimului, și alte orașe de pe glob, romanul prezintă o panoramă a realității  ultimului veac și jumătate.
Individualismul și neangajarea sa politică, precum și preocuparea sa cu lumea Ishuvului vechi (familiile evreiești din Palestina, de dinaintea imigrațiilor sioniste) din Ierusalim, l-au marginalizat pe scriitor în cercurile literare din țara sa, unde nu a fost apreciat, spre deosebire de ecoul mai larg pe care opera sa l-a trezit în Franța. Acolo a beneficiat de o excelentă traducătoare în persoana lui Madeleine Neige.
În afară de franceză, cărți ale sale au fost traduse în engleză, catalană, japoneză, rusă, germană, estonă și spaniolă.

## Distincții
- Premiul Agnon (1973}
- Premiul primului ministru (1969, 1978, 1991)
- Premiul Médicis pentru literatură străină - Franța (1981)
- Premiul Bialik (1984)
- Comandor al Ordinului Artelor și Literelor - Franța

## Opera
- Culegerea de nuvele Despre vise, על החלומות 1955
- Seria de romane Palatul vaselor sparte, היכל הכלים השבורים', 1962
- Poarta întâi: Vară pe Calea Profeților   'קיץ בדרך הנביאים'
- Poarta a doua: Călătorie în Ur al Caldeei, 'המסע לאור כשדים'
- Poarta a treia:Ziua contesei ; 'יום הרוזנת' premiat cu Premiul Médicis pentru literatură străină
- Poarta a patra:Ningal  'נינגל'
- Poarta a cincea:Ziua stafiilor  ; 'יום הרפאים'
- Poarta a șasea: Visul unei nopți de Tamuz; 'חלום ליל תמוז '
- Poarta a șaptea sau Poarta astupată: Nopțile Luteției ; לילות לוטציה', 1991
- Agentul Maiestății Sale 'סוכן הוד-מלכותו'
- Moartea micului dumnezeu, מותו של האלוהים הקטן', 1970
- Mustața papei 'שפמו של האפיפיור'
- Taina lui Riki  סודו של ריקי'
- Prezicătorul מגיד העתידות',1966

## Legături externe
- David Shahar în Lexiconul literaturii ebraice noi- în ebraică  Arhivat în 26 mai 2008, la Wayback Machine.
- Flirting with the Uncanny:the Poetics of David Shahar - articol in engleză  de Michal Peled Ginsburg și Moshe Ron - Prooftexts, Vol. 19, 1999[nefuncțională – arhivă]
- necrolog in ziarul britanic Independent
- David Shahar in Enciclopedia Universalis -în franceză